# KS Spojnia Gdansk
Il KS Spojnia Gdansk è una squadra di pallamano maschile polacca con sede a Danzica.

## Palmarès

### Titoli nazionali
- Campionato polacco: 3
  - 1967-68, 1968-69, 1969-70.